# Výsluní
Výsluní (německy Sonnenberg, česky dříve Suniperk) je město v okrese Chomutov v Ústeckém kraji. Stojí na náhorní planině Krušných hor v nadmořské výšce 725–783 metrů. Žije zde 286 obyvatel. Založeno bylo v letech 1543–1547 a brzy se stalo horním městem, u kterého se těžily rudy stříbra a železa. Přestože císař Rudolf II. v roce 1597 povýšil Výsluní na královské horní město, hornictví v té době již upadalo. Obyvatelé se proto postupně začali věnovat řemeslům a zemědělství. Dominantní plodinou se stal len, který zpracovávala řada dílen. Ve druhé polovině devatenáctého století se město stalo oblíbeným letoviskem. Úpadek nastal po druhé světové válce s odchodem německých obyvatel, ale po roce 1989 začali obyvatelé s postupnou obnovou města.
K Výsluní patří dalších pět částí obce: Kýšovice, Sobětice, Třebíška, Úbočí a Volyně. Ve druhé polovině 20. století se všechny vylidnily, ale po roce 2000 se do Sobětic, Třebíšky a Volyně nastěhovali noví trvalí obyvatelé. Zbývající osady přetrvávají jako rekreační lokality.

## Název
Město svůj název dostalo podle jména hory Sonnenberg (Sluneční hora), na jejímž svahu bylo založeno. V historických pramenech se název vyskytuje ve tvarech: de Sunninbergo (1236), vom Sonneberg (1547), Sonnenbergk (1558), Sonnabergk (1562), Suniperk (1580), Sonnenberg (1583), Sonnenberg nebo Sunyperk (1787) a Sonnenberg (1846). V období první republiky bylo sídlo vedeno pod názvem Suniperk.

## Historie

### Počátky města
Někteří autoři datují vznik města již do třináctého století, ale z rozboru písemných pramenů vyplývá, že Výsluní vzniklo až v letech 1543–1547. První písemná zmínka z roku 1547 se nachází v kadaňské městské knize a uvádí jména dvou hormistrů. Zakladatelem zřejmě byl Bohuslav Felix Hasištejnský z Lobkovic, který v roce 1542 získal Sobětice s okolními vesnicemi, na jejichž pozemcích bylo město vyměřeno. Jako městečko se Výsluní poprvé uvádí v roce 1562. V roce 1565 Bohuslav Felix městečku udělil, kromě jiných, práva volného pohybu, užívání pečeti, soudní právo, právo pořádat pravidelný týdenní a dva výroční trhy, právo obchodovat s pivem a vínem a potvrdil hornické výsady. Jeho syn Jan Waldemar Hasištejnský z Lobkovic navíc Výsluní v roce 1584 povýšil na horní město.
Posledním majitelem z hasištejnské větve Lobkoviců byl Bohuslav Jáchym, který své chomutovské panství vyměnil roku 1589 s Jiřím Popelem z Lobkovic za Mladou Boleslav. Nový majitel zahájil na Chomutovsku proces rekatolizace, v jehož důsledku se část protestantů z Výsluní odstěhovala. Zlepšení situace přinesl až jeho mocenský pád v roce 1594, kdy mu císař Rudolf II. nechal zabavit veškerý majetek. V té době však již hornictví ve městě upadalo, a proto se císař rozhodl Výsluní povýšit na královské horní město a vybavil je mnoha privilegii, která měla pomoci s obnovením prosperity. Horníci byli osvobozeni všech od daní, poplatků, robot a služby ve vojsku. Zároveň jim udělil osobní svobodu a dědičné právo k veškerému majetku. Císař Matyáš v roce 1615 povolil používat městský znak, o rok později udělil právo svobodné pastvy a využívání vody z vodního kanálu. Roku 1617 se město za téměř 849 kop grošů vykoupilo ze všech poddanských povinností. Aby mohlo tuto částku zaplatit, muselo si půjčit 500 tolarů od Linharta ze Štampachu, kterému patřilo sousední ahníkovské panství.
Podobně jako nedalekou Horu Svatého Šebestiána Výsluní těžce postihla třicetiletá válka. Zničující bylo zejména období v letech 1639–1641, kdy v okolí proběhlo několik bitev. V březnu roku 1640 bylo město, údajně nešťastnou náhodou, dokonce vypáleno švédským vojskem generála Johan Banéra. Požár přečkalo pouze šest domů. Berní rula z roku 1654 zde uvádí pouze 39 obydlených usedlostí. Většina obyvatel se tehdy živila řemesly. Provoz dolů byl finančně náročný, a proto stát ponechával část vybraných daní městu, aby je používalo k jejich údržbě. V letech 1644–1647 byla otevřena štola Jonáš a měšťané dolovali na vlastní náklady ještě po roce 1665.

### Po třicetileté válce

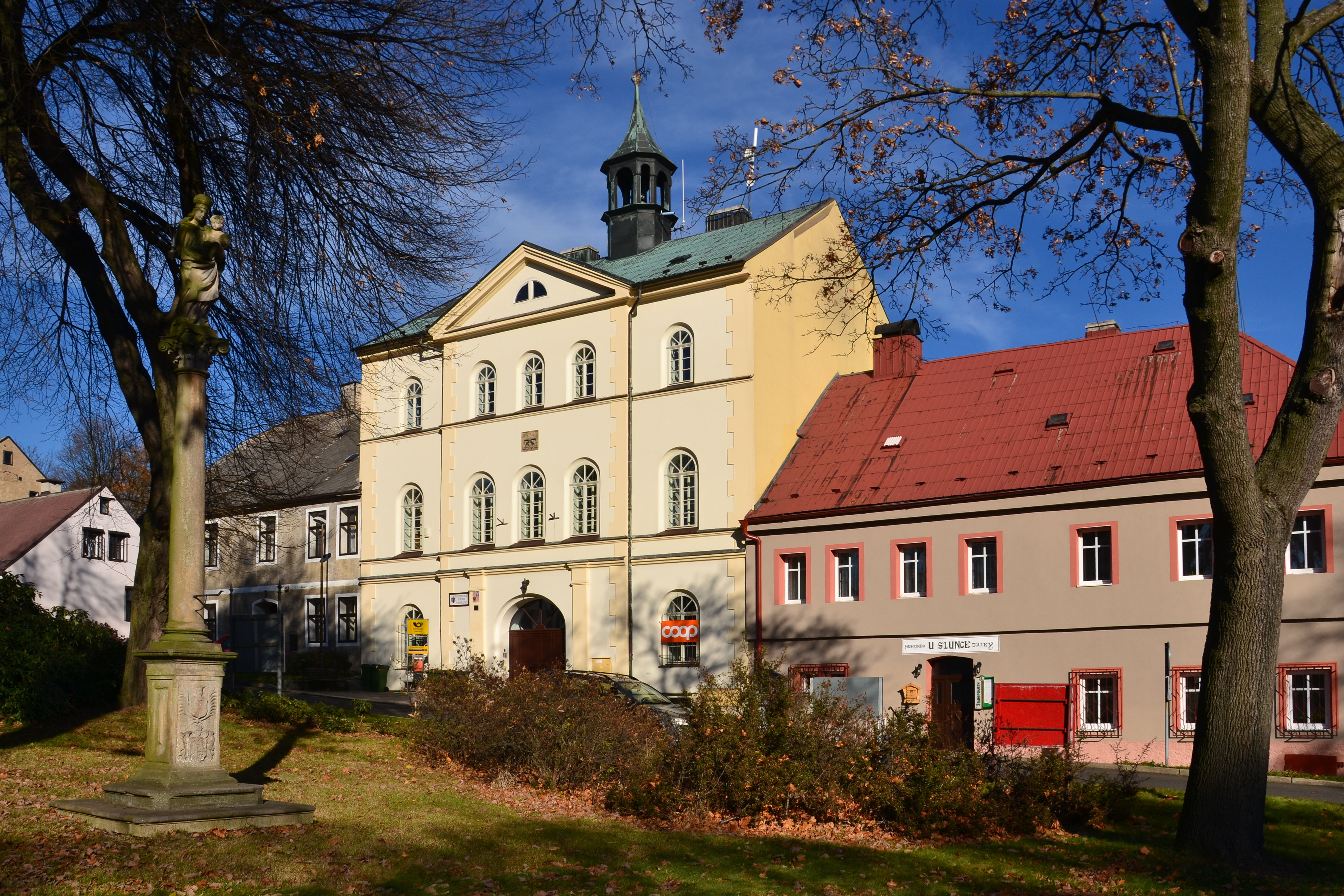
Radnice

Na přelomu 17. a 18. století byla pokusně těžena stará opuštěná ložiska, ale bez ekonomicky zajímavých výsledků. S přestávkami se těžilo v dolech Antonín, Erasmus a v obecním dole Trojice, jehož provoz ustal až po roce 1720. Další tři doly byly otevřeny okolo poloviny 18. století: Požehnání Boží (1744–1745), Milostivá ruka Páně (1765–1767) a Juda Tadeáš (s přestávkami 1765–1767). Štola Judy Tadeáše se nacházela naproti Dolskému mlýnu v údolí Prunéřovského potoka a měřila 287 metrů. Poslední malé stříbrné doly byly uzavřeny až roku 1882. Kromě stříbra se mezi městem a Soběticemi těžila železná ruda v dole Václav, který s přestávkami fungoval v letech 1803 až 1849. Roční produkce se pohybovala mezi 40–150 tunami krevelu za rok. Ruda obsahovala příměs manganu a v perštejnských železárnách, kam se dodávala, se používala jako přísada při tavení kvalitnějších rud.
S úpadkem hornictví si museli lidé hledat nové zdroje obživy. Vzhledem k nepříznivým přírodním podmínkám se zde příliš nerozšířilo zemědělství a mělo pouze doplňkový charakter. Řada lidí se začala živit výrobou krajek, obchodováním s léčivými rostlinami a s kobaltovou barvou z Kryštofových Hamrů. Postupně vznikaly velké kapely, které vydělávaly peníze hraním v řadě zemí světa. V osmnáctém století se rozšířilo pěstování lnu, na které navazovala výroba textilních výrobků v ceších tkalců a pláteníků. Kromě dalších řemeslníků mělo město dva mlýny a pivovar. Ve druhé polovině devatenáctého století byla otevřena továrna na samet, později přeměněná na tkalcovnu. Stále se vyráběly krajky, prýmky, smuteční zboží (rubáše, polštářky) a v několika firmách také cikorka.
Počátek devatenáctého století byl spojen s napolenskými válkami. V roce 1813 rozšířili procházející vojáci nakažlivé nemoci, kterým podlehla řada obyvatel. Později však došlo k novému rozvoji města. V letech 1838–1842 byla postavena silnice z Křimova do Přísečnice a roku 1872 byla dokončena železnice z Chomutova do Vejprt, díky které sem začalo přijíždět mnoho lidí na letní byt. Na bohatém společenském životě se podílelo patnáct spolků (dobrovolní hasiči, ostrostřelci, pěvecké, hudební aj.). V padesátých letech vznikl nový kostel. Teprve v roce 1898 místní postavili vodovod, který přiváděl vodu ze studní na Třebíšském vršku.

### Od dvacátého století

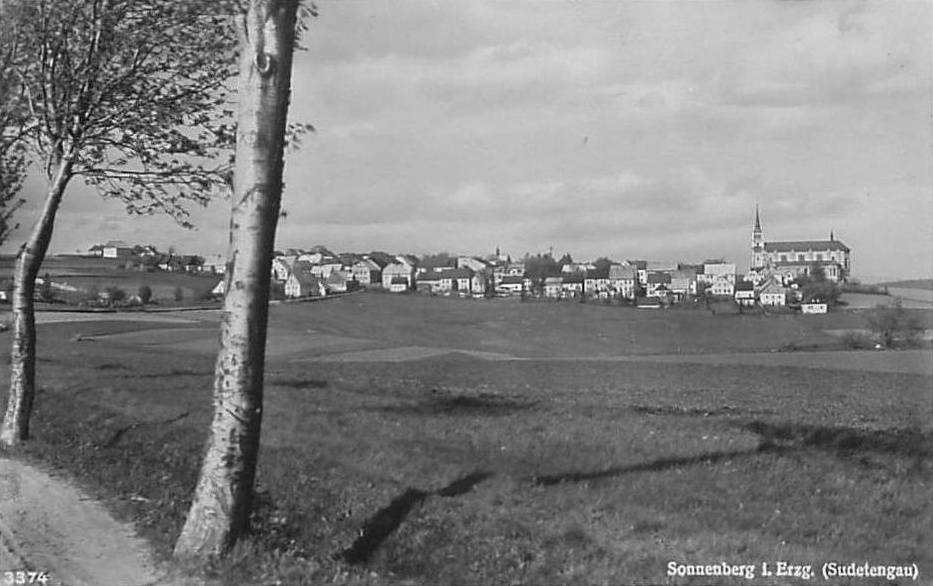
Město v roce 1940

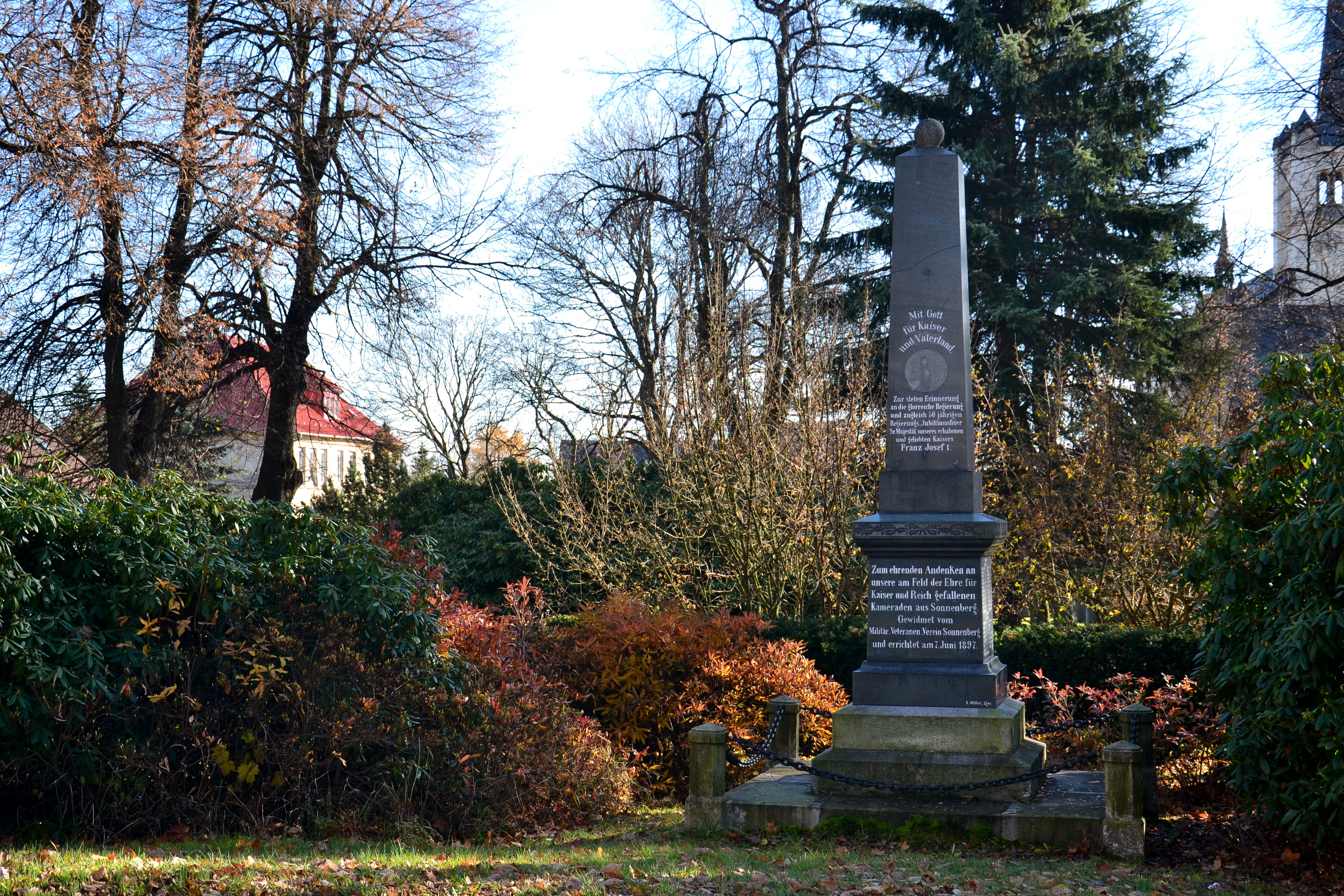
Pomník padlým

Ve dvacátém století začal počet obyvatel klesat, protože někteří lidé odcházeli do měst v krušnohorském podhůří, kde si nacházeli zaměstnání v rozvíjejícím se průmyslu. V letech 1938 až 1945 bylo město přičleněno (v důsledku uzavření Mnichovské dohody) k nacistickému Německu. Během druhé světové války byl v roce 1940 zřízen v domě čp. 11 zajatecký tábor. Postupně se v něm vystřídalo 25 francouzských zajatců, kteří pracovali u místních zemědělců a v lesích. V domě čp. 55 byl od roku 1943 tábor pro ukrajinské zajatce. Po vysídlení Němců z Československa počet obyvatel velmi poklesl. Na krátký čas se zde usadila skupina asi šedesáti Slováků z Rumunska, ale všichni brzy odešli jinam. Až do roku 1950 zde fungovala velká truhlárna a soukromé firmy, ve kterých se vyrábělo pletené zboží a sýry. Po jejich zrušení vzniklo jednotné zemědělské družstvo převedené v roce 1954 pod správu státního statku. V šedesátých letech byl postaven nový vodovod s vodojemem na Šibeničním vrchu západně od města. Zároveň byla zbořena řada domů a upraven park. Začalo také období postupného chátrání kostela, který byl několikrát vykraden, a nakonec v roce 1981 vyhořel. Většina obyvatel pracovala v zemědělství nebo v okolních lesích.
Po roce 1989 se začalo město pomalu rozvíjet. Byl uzavřen obchod Jednoty, ale vzniklo několik soukromých firem, obchodů a restaurací. Soukromá firma koupila areál státního statku a začala chovat hovězí dobytek. Byla postavena nová kanalizace, čistírna odpadních vod a začala obnova kostela.

## Přírodní poměry
Město stojí třináct kilometrů západně od Chomutova v nadmořské výšce 725–783 metrů ve stejnojmenném katastrálním území s rozlohou 13,94 km². K městu patří další čtyři katastrální území jeho místních částí: Sobětice u Výsluní, Třebíška, Úbočí u Výsluní a Volyně u Výsluní. Jejich celková výměra činí 30,34 km². Město sousedí s Horou Svatého Šebestiána a Křimovem na východě, s Málkovem a Místem na jihovýchodě, s Kadaní a Kláštercem nad Ohří na jihu a Domašínem a Kryštofovými Hamry na západě. Krátký úsek na severu tvoří hranici s Německem.
Dvě třetiny území města tvoří lesy (2 108 hektarů). Většinu zemědělské půdy představují trvalé travní porosty (730 hektarů) a pouze patnáct hektarů orná půda a tři hektary zahrady. Vodní plochy zaujímají 52 hektarů a zbývající území připadá na zastavěné a ostatní plochy. Koeficient ekologické stability je 20,65, což území řadí mezi přírodě blízké oblasti s převahou ekologicky stabilních struktur a nízkým využitím krajiny člověkem.

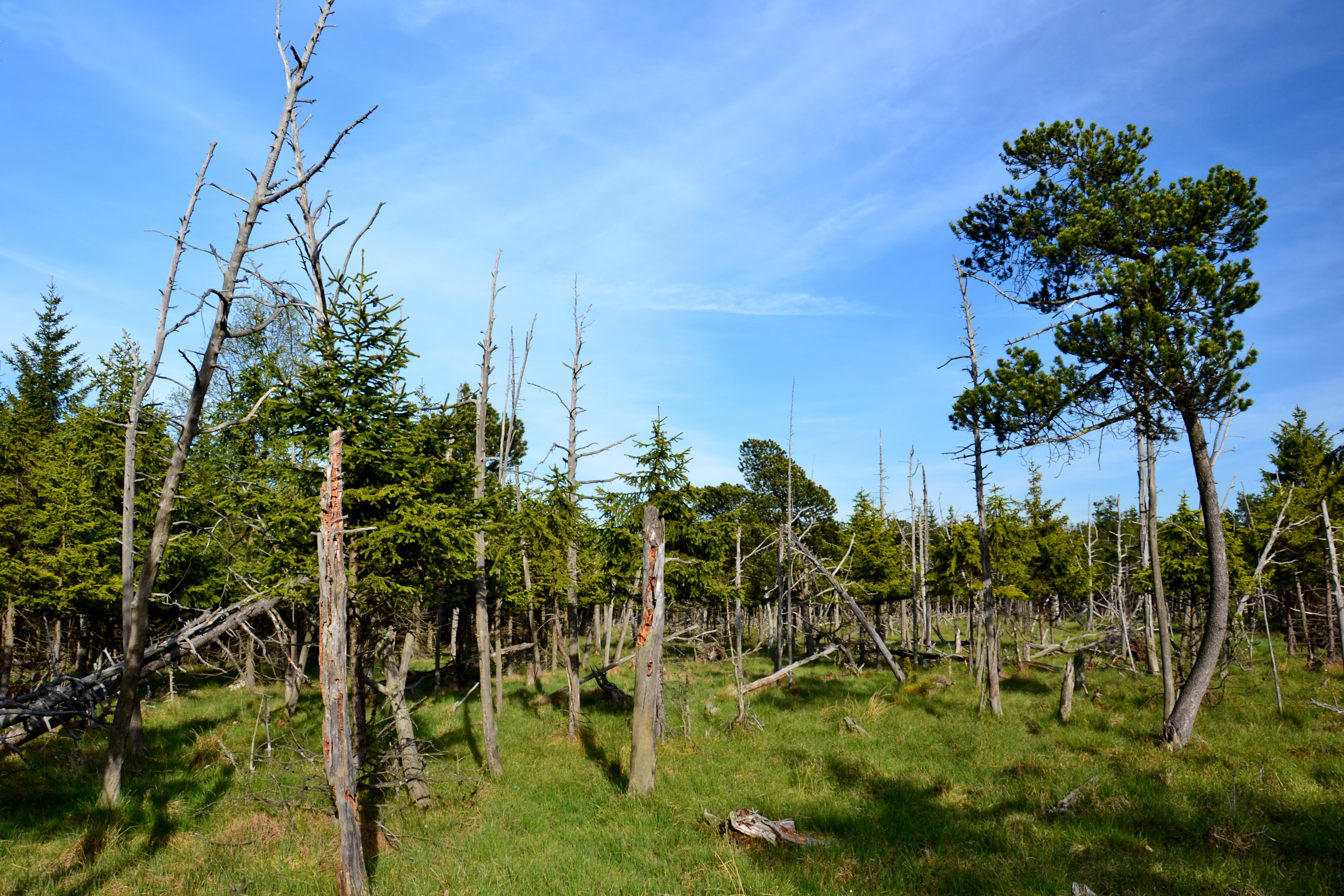
Přírodní rezervace Na Loučkách

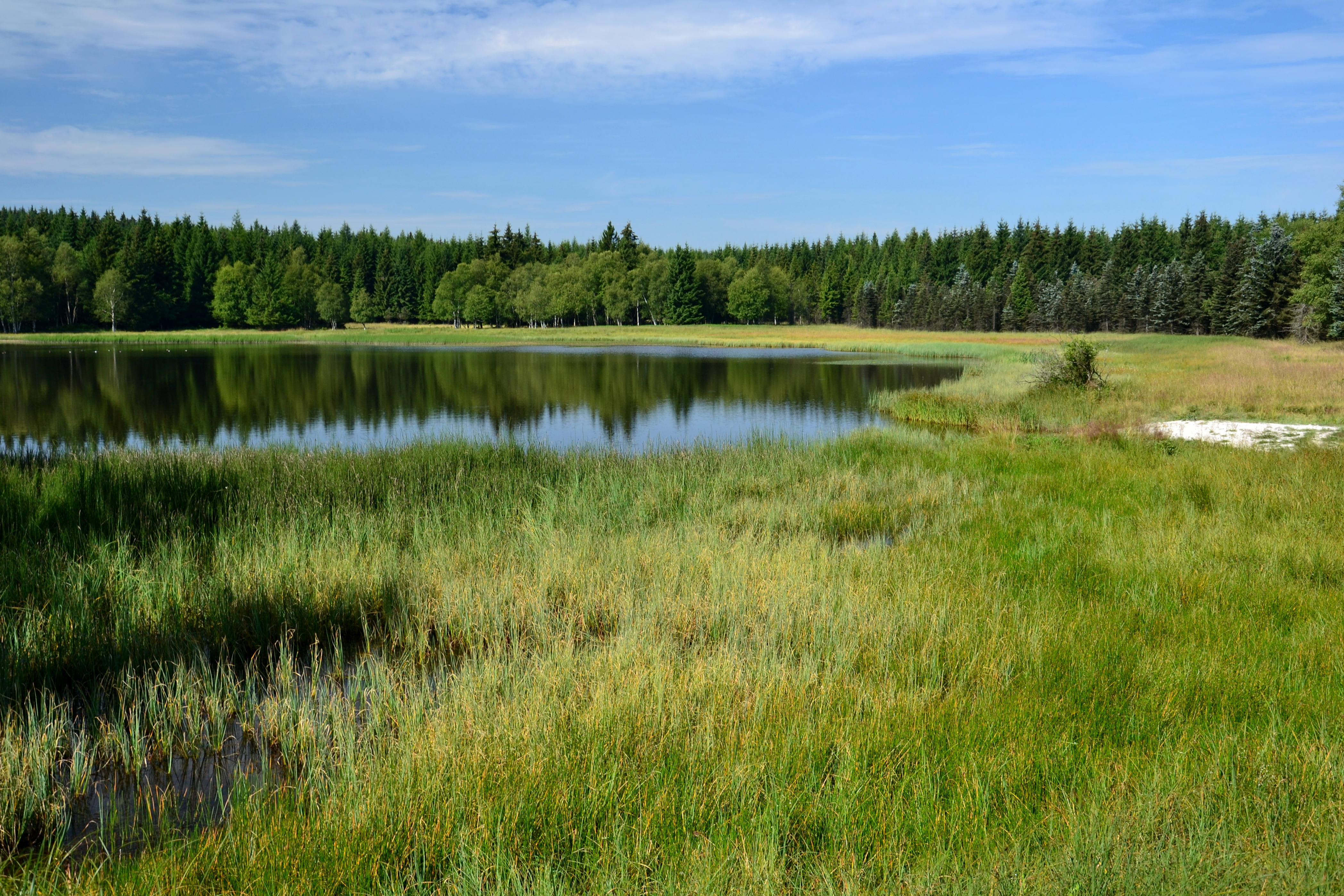
Nový rybník v přírodní památce Na Loučkách II

Geologické podloží katastrálního území Výsluní je jednotné a tvoří ho metamorfované intruzivní horniny předvariského nebo nejasného stáří, konkrétně různé druhy metagranitů až metagranodioritů a ortoruly. Celá oblast leží v geomorfologickém celku Krušné hory, podcelku Loučenská hornatina a okrsku Přísečnická hornatina. Nejvyšším bodem je buď Komáří vrch s nadmořskou výškou 906 metrů, nebo bezejmenná kóta severovýchodně od něj, jejíž výška se udává 902 nebo 914 metrů. Z půd převažují podzoly. V oblasti mezi městem a Novým rybníkem a v severozápadní části katastrálního území se vyskytují organozemě vzniklé na rašelinách. Nepatrnou rozlohu mají gleje v jihozápadním a jihovýchodním cípu území.
Nejvýznamnějším vodním tokem je Prunéřovský potok, který pramení v rašeliništích severozápadně od města. Severovýchodně od něj vtéká do Hadího údolí, které se širokým obloukem stáčí nejprve k jihovýchodu a později k jihozápadu. Potok tak město v jistém odstupu obtéká ze tří stran. Má řadu drobných přítoků. Většina z nich je bezejmenná, pouze mezi Celnou a Farským mlýnem se do něj vlévá Šebestiánka a později také drobný Kýšovický a Zvonící potok, který pramení na úbočí jižně od města. Prunéřovský potok na říčním kilometru 22,223 napájí Starý rybník s rozlohou 1,11 hektaru a objemem 11 130 m³. Na Kýšovickém potoce se nalézá nejvyšší vodopád Krušných hor. Říční síť byla pozměněna mnoha umělými zásahy.
Jihozápadně od města se nachází přírodní památka Lokalita břízy ojcovské u Volyně, severozápadně přírodní rezervace Na loučkách a převážně na západ přírodní památka Na loučkách II. Městem také prochází hranice přírodního parku Údolí Prunéřovského potoka.

## Obyvatelstvo
Při sčítání lidu v roce 1921 zde žilo 1586 obyvatel (z toho 704 mužů), z nichž byli čtyři Čechoslováci, 1520 Němců a 62 cizinců. Kromě 32 evangelíků, dvou židů a tří příslušníků nezjišťovaných církví patřili k církvi římskokatolické. Podle sčítání lidu z roku 1930 mělo město 1337 obyvatel: 29 Čechoslováků, 1295 Němců, jednoho Žida a 12 cizinců. Výrazně převažovala římskokatolická většina, ale žilo zde také 22 evangelíků, jeden žid, jeden příslušník nezjišťovaných církví a 22 lidí bez vyznání.
Hustota zalidnění města včetně jeho místních částí a jejich katastrálních území je 12,66 obyvatel/km².
| | 1869  | 1880  | 1890  | 1900  | 1910  | 1921  | 1930  | 1950 | 1961 | 1970 | 1980 | 1991 | 2001 | 2011 | 2021 |
| --- | ----- | ----- | ----- | ----- | ----- | ----- | ----- | ---- | ---- | ---- | ---- | ---- | ---- | ---- | ---- |
| Obyvatelé | 1 758 | 1 814 | 1 828 | 1 896 | 1 985 | 1 586 | 1 337 | 275  | 394  | 309  | 240  | 188  | 197  | 258  | 209  |
| Domy | 197   | 216   | 223   | 216   | 202   | 207   | 206   | 188  | 103  | 74   | 64   | 84   | 65   | 90   | 94   |
| Domy v roce 1961, počet obyvatel a domy v letech 1980 a 1991 zahrnují data z místních částí Kýšovice, Sobětice, Třebíška, Úbočí a Volyně. |       |       |       |       |       |       |       |      |      |      |      |      |      |      |      |

## Městská správa a politika

### Správní území a místní části
Výsluní leží v Ústeckém kraji v okrese Chomutov a patří k ORP Chomutov. Od roku 1869 je samostatnou obcí v okrese Chomutov a 23. ledna 2007 jí byl navrácen status města. Od roku 1950 k obci patřilo pět místních částí: Kýšovice, Sobětice, Třebíška, Úbočí a Volyně. V období 1979–1998 však tvořily nedílnou součást obce, protože oficiálně zanikly vysídlením, a teprve od 1. ledna 1998 získaly status částí obce zpět.

### Zastupitelstvo a starosta
Dne 22. května 1938 se konaly volby do obecních zastupitelstev. Z rozdělených 826 hlasů ve Výsluní získaly 769 hlasů Sudetoněmecká strana a 57 hlasů Německá sociální demokracie.
V místních volbách se volí devět členů městského zastupitelstva. Ve volbách do obecního zastupitelstva na funkční období 2014–2018 byla volební účast v obci 69,27 %. Šest zvolených zastupitelů bylo bez politické příslušnosti, dva byli členy KSČM a jeden ČSSD. Starostkou se stala Dagmar Čadílková.

## Doprava
Přímo středem města vede silnice druhé třídy II/223, která u Křimova odbočuje ze silnice I/7 a pokračuje po hřebeni Krušných hor přes Měděnec do Loučné. Nejbližší železniční zastávka Výsluní na trati Chomutov–Vejprty je vzdálená 2,5 km na severozápad,, ale je na ní provozována pouze sezónní rekreační doprava o víkendech přibližně od května do září.  K zastávce vede silnice třetí třídy III/22320. Přímo na náměstí stojí zastávka autobusové linkové dopravy. Souběžně s hlavní silnicí je značena cyklotrasa č. 3003 z Hory Svatého Šebestiána do Vejprt a začíná zde cyklotrasa č. 3115, která vede přes Třebíšku do údolí Prunéřovského potoka a dále do Kadaně. Přes město také vede žlutě značená turistická trasa, která začíná poblíž železniční zastávky a přes hrad Hasištejn pokračuje k Blahuňovu.

## Společnost

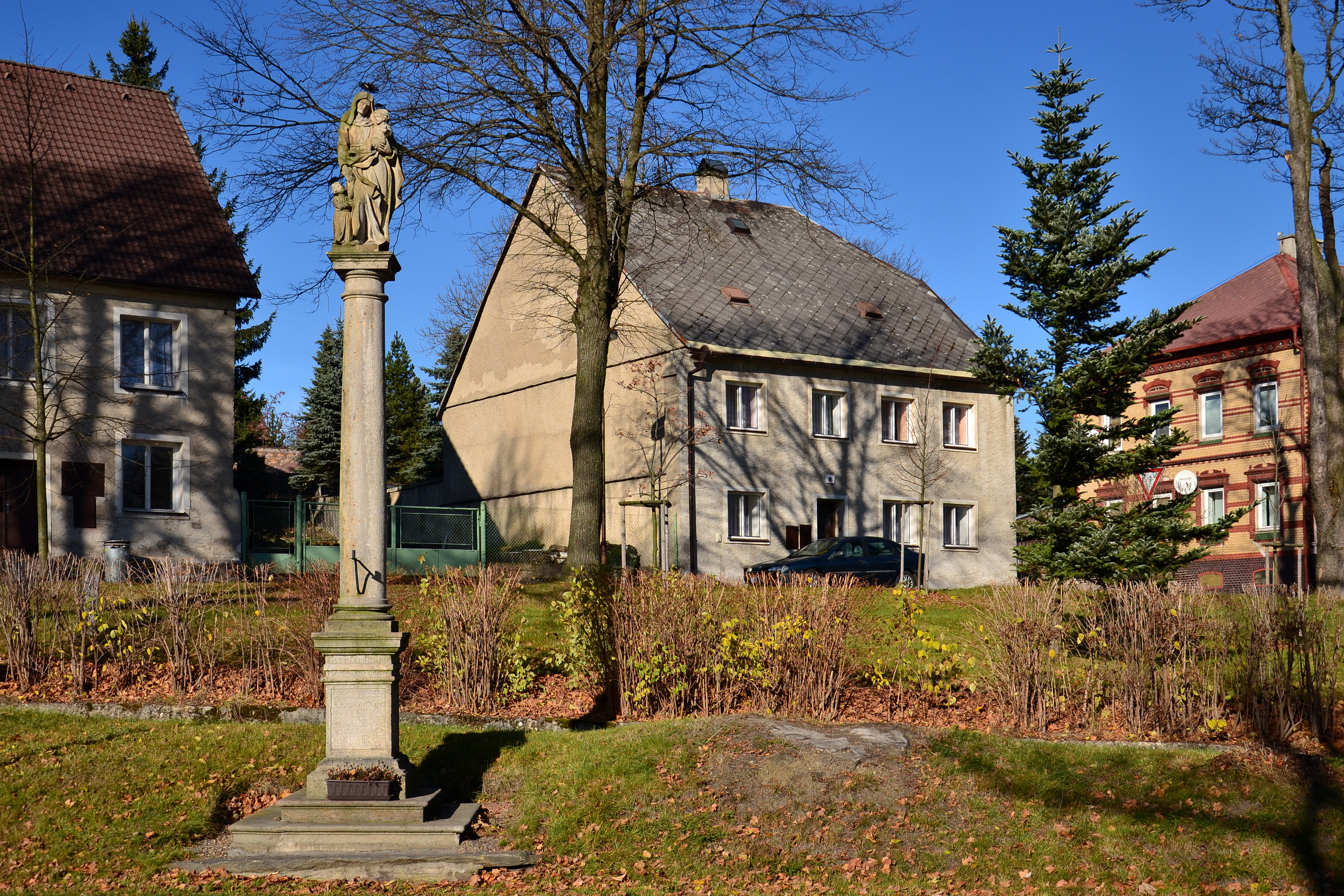
Sloup se sochou svaté Anny

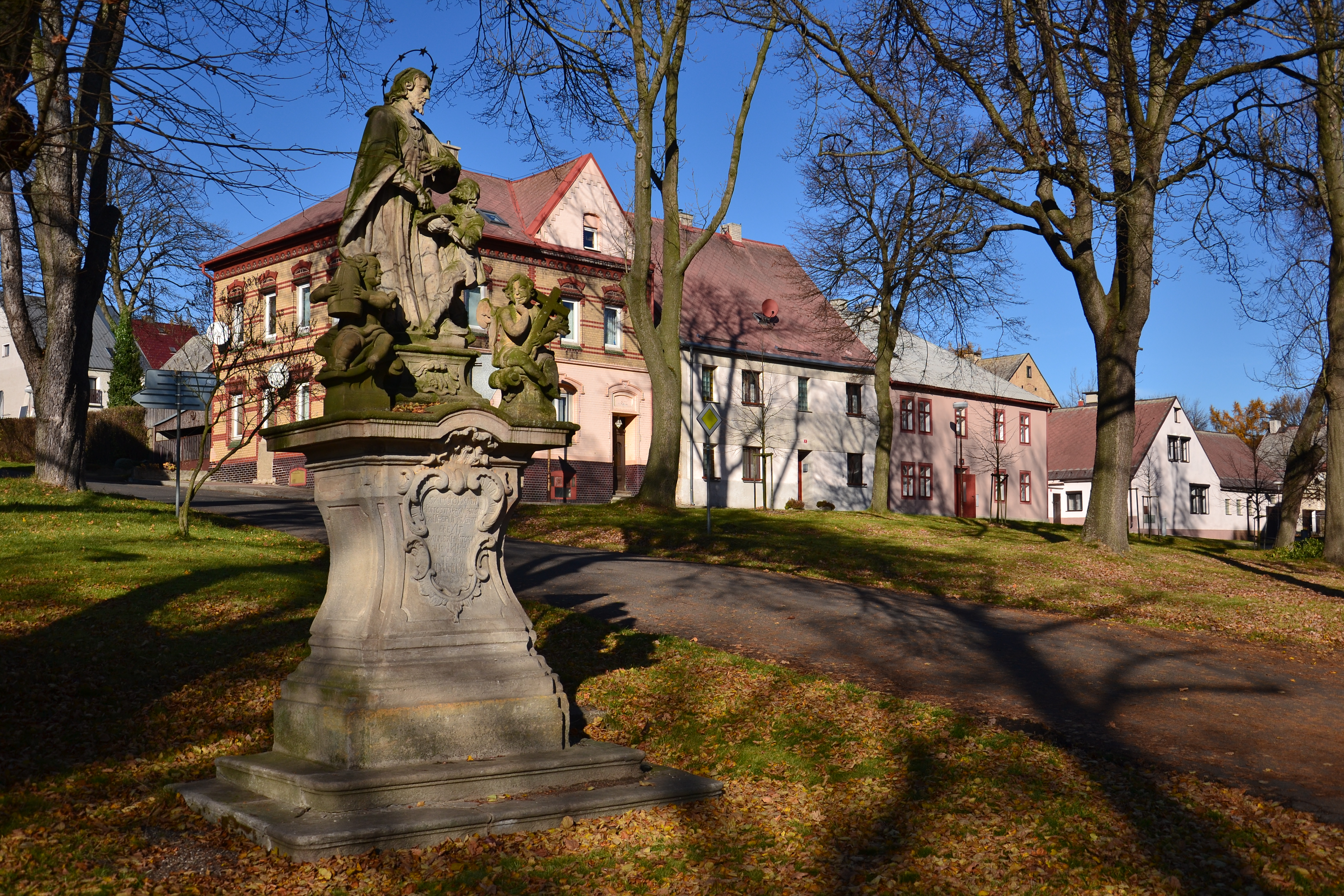
Sousoší svatého Jana Nepomuckého

### Školství
První škola ve městě vznikla zřejmě již brzy po jeho založení, protože v roce 1557 se připomíná zdejší učitel. Během třicetileté války její budova zřejmě zanikla, protože se vyučovalo v budově nové fary. Tam zůstala až do roku 1726, kdy se musela přestěhovat do jiného domu. Později se stěhovala ještě několikrát a stavba nové proběhla v roce 1840. Ještě na počátku devatenáctého století měla pouze jednu třídu, ale v roce 1881 ji navštěvovalo 419 žáků v pěti ročnících. Chodily do ní i děti ze sousedních vesnic. Tomu neodpovídala kapacita budovy, a proto se vyučovalo i na radnici.
V roce 1861 zde byla otevřena průmyslová škola pro vyšívání a háčkování. Česká škola byla otevřena teprve v roce 1930 a počet jejích žáků se v období 1930–1938 pohyboval mezi deseti a osmnácti. V období po druhé světové válce výrazně ubylo dětí, přesto zde však škola zůstala až do devadesátých let, kdy do ní mohly chodit děti až do třetího ročníku. V letech 1964–1970 zde působilo učiliště Československých státních drah.

### Kultura
Ve městě funguje veřejná knihovna. Sídlí zde také občanské sdružení Krušno, jehož cílem je boj proti nevhodnému umísťování větrných elektráren v okolní krajině.

## Pamětihodnosti
- Novorománský kostel svatého Václava z roku 1853[48]
- Sousoší svatého Jana Nepomuckého od K. L. Waitzmanna z roku 1765[48]
- Barokní sloup se sochou Panny Marie z roku 1705[48]
- Barokní sloup se sochou svaté Anny Samétřetí z roku 1695[48]
- Pomník padlých
- Radnice
- V severním výběžku katastrálního území Výsluní stávala ve středověku vesnice Spindelbach. Poprvé zmíněna byla roku 1356. Většinu své existence byla zřejmě rozdělena mezi dva majitele, kterými byli kromě jiných páni ze Šumburka, Fictumové nebo Hasištejnští z Lobkovic. Poslední zpráva o vesnice pochází z roku 1481 a poté se jméno Spindelbach objevuje již jen jako pomístní název.[49]

## Osobnosti

### Čestní občané
- Anton Tausche (1838–1898), učitel, poslanec Českého zemského sněmu a Říšské rady.

## Ve filmu
Některé budovy v obci i celkový pohled na Výsluní s kostelem se objevil i seriálu 30 případů majora Zemana v dílech Vyznavači ohně a Poselství z neznámé země. Výsluní bylo město v seriálu označené jako Kateřinská Hora. Ve výsluňském kostele se dále natáčely filmy Jindřich IV. Navarrský, xXx s americkým hercem Vinem Dieselem a Zapomenuté světlo v hlavní roli s Bolkem Polívkou.